# Montfleury (Corenc)
 (mai 2018).
Si vous disposez d'ouvrages ou d'articles de référence ou si vous connaissez des sites web de qualité traitant du thème abordé ici, merci de compléter l'article en donnant les références utiles à sa vérifiabilité et en les liant à la section « Notes et références ».
Montfleury, situé sur la commune de Corenc et La Tronche, est un lieu-dit qui domine Grenoble et le Grésivaudan, sur l'un des contreforts du mont Saint-Eynard, sur les pentes boisées du massif de la Chartreuse.

## Histoire

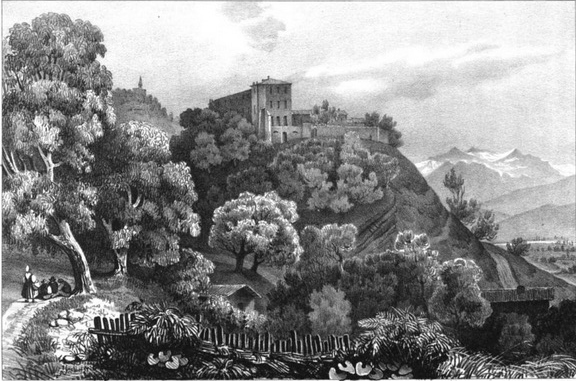
Le couvent de Montfleury, gravure d'Alexandre Debelle.

L’extrémité sud de la colline, en surplomb face au ravin du Charmeyran, porte depuis le XIVe siècle un monastère, le couvent royal des dominicaines de Montfleury, fondé par Humbert II, dernier dauphin de Viennois. Ce fut autrefois un relais de chasse des dauphins, qui venaient chasser dans les bois de La Tronche. Le couvent est célèbre pour la controverse qui l'opposa au XVIIe siècle au Cardinal Le Camus, évêque réformateur de Grenoble, qui s'opposait au relâchement de leur règle. Les religieuses, issues pour la plupart de la fine fleur de l'aristocratie de la province, trouvèrent la protection de Louis XIV. C'est à Montfleury que Madame de Tencin, célèbre salonnière du siècle des Lumières, commença sa vie comme religieuse.
Gravement endommagé à la Révolution, Montfleury connut au XIXe siècle plusieurs expériences d'enseignement, avant d'être occupé par les Dames de Saint-Pierre, auxquelles on doit l'aspect actuel du couvent. Stendhal décrit la beauté du site dans les Mémoires d'un touriste, et rapporte la tradition d'aller y cueillir des fruits (la "vogue de Montfleury"), les arbres de la colline étant réputés être les premiers en fleurs au printemps.
La propriété fut rachetée en 1907 par le diocèse de Grenoble pour y installer le petit séminaire, chassé du quartier du Rondeau à Grenoble par la loi de 1905. Le Rondeau-Montfleury est aujourd'hui un établissement d'enseignement privé catholique réputé dans la région grenobloise. L'ancien couvent de Montfleury accueille l'école primaire et maternelle, ainsi que le collège, tandis que le lycée est implanté au pied de la colline, à Boisfleury, depuis la fusion avec le pensionnat du Sacré-Cœur de Corenc, en 1978.

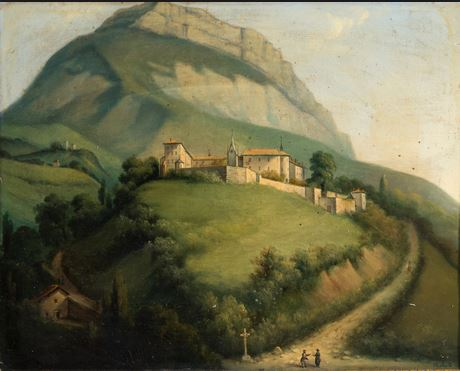
Vue du couvent de Montfleury, depuis la croix, par Horace Mollard.

Au pied de la colline se trouve la localité de Corenc-Montfleury, annexe résidentielle de Grenoble, dans le prolongement de La Tronche, et recherchée depuis longtemps par la bourgeoisie aisée pour la douceur de son climat (la "petite Provence" des Alpes). 
De grandes propriétés y ont été construites, comme le château de la Condamine, élevé vers 1913 dans le style Louis XVI par l'industriel isérois Auguste Bouchayer. Transformé en pension de famille sous l'Occupation, il accueillit l'ancien ambassadeur de France en Allemagne, André François-Poncet, qui y fut arrêté par la Gestapo le 27 août 1943 pour être déporté en Allemagne. La propriété est rachetée par la commune de Corenc en 1963, qui fait lotir le parc et y installe la mairie. Non loin de là, la villa des Sources (3, chemin de la Croix de Montfleury), belle demeure dauphinoise du XVIIIe siècle en pierres, propriété de la famille Cartier-Millon (pâtes Lustucru). La villa Balthazar (famille d'industriels de la chaux) est remarquable pour sa haute toiture et son magnifique cèdre du Liban. Le château de l'Eygala, avec ses élégantes tourelles, appartient à la famille Bonnet-Eymard. 
Le château Matel (remontant au XVIe siècle), appelé quelquefois château du Bachais, remonte au XVIe siècle et a été la propriété de Marie Vignon, marquise de Treffort, la maîtresse du connétable de Lesdiguières. Au XVIIIe siècle, il a été habité par le général Jean-Baptiste Aubert du Bayet (1757-1797), ministre de la Guerre du Directoire et ambassadeur à Constantinople, puis a été remanié au XIXe siècle dans le style médiéval avec des hourds en bois aux tourelles. 
À la limite de Corenc, sur la commune de Meylan, la villa des Ombrages fut l'ancienne résidence d'été des évêques de Grenoble ; dans son parc fut bâti le grand séminaire de Grenoble, en style italien, dans les années 1920. 
Du côté de La Tronche, le clos Hébert est devenu un musée consacré au souvenir du peintre, tandis que la villa Papet et sa ferme de style basque, construites par l'architecte parisien André Papet, promoteur du béton à Grenoble, accueille aujourd'hui la clinique du Grésivaudan, après avoir été habitée par la famille Grasset.

## Cinéma
Monfleury est évoqué par Lino Ventura à Lea Massari dans le film Le Silencieux, sorti en 1973.
Une grande partie des scènes du film La femme d'à côté, de François Truffaut, a été tournée au tennis club de Montfleury.